# Сетовнинский сельсовет
Сетовнинский сельсовет — упразднённые административно-территориальная единица и муниципальное образование со статусом сельского поселения в составе Макушинского района Курганской области России в связи с преобразованием района в Макушинский муниципальный округ.  
Административный центр — село Сетовное.

## История
В соответствии с Законом Курганской области от 6 июля 2004 года № 419 сельсовет наделён статусом сельского поселения.

## Население
| 1989 | 2002 | 2010 | 2012 | 2013 | 2014 | 2015 |
| ---- | ---- | ---- | ---- | ---- | ---- | ---- |
| 1058 | ↘825 | ↘640 | ↘633 | ↘609 | ↘580 | ↘557 |
| 2016 | 2017 | 2018 | 2019 | 2020 |      |      |
| ↘544 | ↘535 | ↘522 | ↘510 | ↘505 |      |      |

## Состав сельского поселения
| № | Населённый пункт | Тип населённого пункта       | Население |
| - | ---------------- | ---------------------------- | --------- |
| 1 | Гренадеры        | деревня                      | ↘116      |
| 2 | Сетовное         | село, административный центр | ↘524      |